# Bolszyje Ugony
Bolszyje Ugony (ros. Большие Угоны) – wieś (ros. село, trb. sieło) w zachodniej Rosji, centrum administracyjne sielsowietu bolszeugonskiego w rejonie lgowskim (obwód kurski).

## Geografia
Miejscowość położona jest nad Sejmem, 12 km na południowy wschód od centrum administracyjnego rejonu (Lgow), 55 km na południowy zachód od Kurska, przy drodze regionalnego znaczenia 38K-017 (Kursk – Lgow – Rylsk – granica z Ukrainą) – część trasy europejskiej E38. W granicach wsi znajduje się przystanek kolejowy 408 km (linia Lgow I – Kursk).
We wsi znajdują się ulice: Barybin Bugor, Gibnoje, Gołyszewka, Grudinkin Bugor, Jеwgrafow Bugor, Konczanka, Nizowka, Nowaja Słoboda, Nowaja Soroczina, Nowinka, Ponizowka, Staraja Słoboda, Staraja Soroczina, Szkolnaja i Tiepłowka (473 posesje).
Klimat
Miejscowość, jak i cały rejon, znajduje się w strefie klimatu kontynentalnego z łagodnym ciepłym latem i równomiernie rozłożonymi opadami rocznymi (Dfb w klasyfikacji klimatów Köppena).

## Demografia
W 2010 r. wieś zamieszkiwały 722 osoby.